# Oishi Atsuto
Atsuto Oishi (sinh ngày 24 tháng 10 năm 1976) là một cầu thủ bóng đá người Nhật Bản.

## Sự nghiệp câu lạc bộ
Atsuto Oishi đã từng chơi cho Ventforet Kofu.